# ماهی سفیدک
ماهی سفیدک (انگلیسی: Hake) نوعی ماهی روغن است که در اقیانوس اطلس شمالی و اقیانوس آرام جنوبی یافت می‌شود. این ماهی دارای بدنی کشیده و باریک با سری بزرگ و دهانی بزرگ است. رنگ آن معمولاً نقره‌ای یا خاکستری است و ممکن است در پشت آن لکه‌های تیره وجود داشته باشد.
سفیدک یک ماهی کف‌زی است که در اعماق ۱۰۰ تا ۱۰۰۰ متری زندگی می‌کند. این ماهی از ماهی‌های کوچک‌تر، سخت‌پوستان و سرپایان تغذیه می‌کند. ماهی سفیدک یک ماهی خوراکی محبوب است و به روش‌های مختلفی مانند سرخ کردن، کباب کردن، پختن و بخارپز کردن طبخ می‌شود. گوشت آن سفید، لطیف و دارای طعم ملایمی است.
ماهی سفیدک یک منبع مهم غذایی برای انسان‌ها است و در بسیاری از کشورها صید می‌شود. این ماهی همچنین در برخی از کشورها پرورش داده می‌شود.